# احتجاجات إيران 2018
احتجاجات إيران 2018 وبتعبير أدق الاحتجاجات ضد المياه الصالحة للشرب في إيران عام 2018 هي سلسلة من الاحتجاجات المستمرة من قبل الإيرانيين الذين يعيشون في مدن مُحدّدة مثلَ المحمرة وعبادان وذلك بسبب نقص مياه الشرب النظيفة. بدأت الاحتجاجات في 20 حزيران/يونيو في عبادان ثم تصاعدت وتيرتها بحلول 30 حزيران/يونيو في مدينة المحمرة قبلَ أنّ تتحول إلى أعمال عنف وشغب.

## الجدول الزمني

### 20 حزيران/يونيو
تجمّع عشرات المواطنين يوم 20 حزيران/يونيو في عبادان أمام مكاتب المؤسّسة التي تُقدم خدمة الماء والكهرباء ثم طالبوها بالإسراع في توفير حل مناسب له. قبل يوم من الاحتجاجات؛ أعلنت الشركة ذاتها عن نقص كبيرة في حصص المياه الصالحة للشرب المُخصّصة لمدينة عبادان مما أثار حفيظة مواطني هذه المدينة.

### 23 حزيران/يونيو
احتجّ المئات من الناس في عبادان مرة أخرى أمام مكتب المحافظ بسبب عدم وجود المياه الصالحة للشرب. هتفَ المتظاهرون ضد المحافظ والسلطات المسؤولة عن إمدادات المياه في المدينة.

### 30 حزيران/يونيو
تجمّعَ مئات الأشخاص ثم نظموا مسيرة على الأرجل قبل أن يشتبكوا مع عناصر في المحمرة. ذكرة بعضُ وكالات الأنباء ذكرت أن المتظاهرين كانوا يرددون هتافات ضد السلطات وردَا على ذلك أطلقت الشرطة الغاز المسيل للدموع على المتظاهرين مما أدى تسبب في رد المتظاهرين من خلال إلقاء الحجارة والقمامة. فتحت قوات الأمن في نهاية المطاف النار على الحشد مما تسبب في مقتل أربعة منهم مُقابل نفي السلطات وإنكارها لهذا. جدير بالذكر هنا أنّ الاحتجاجات التي كانت موجهة حصرًا ضدّ نقص المياه النظيفة قد تحولت في وقت ما إلى احتقانات سياسيّة خاصّة بعدمَا ردد الكثير من المتظاهرين عبارات مثل «نبهونا باسم الدين».

### 1 تموز/يوليو
ردا على حملة القمع العنيفة في مدينة المحمرة في اليوم السابق؛ خرجَ الآلاف من الناس في جميع أنحاء محافظة خوزستان إلى الشوارع لدعم الاحتجاجات في خرمشهر (المحمرة). أظهرت أشرطة الفيديو التي تمّ تداولها على وسائل التواصل الاجتماعي حشودًا غفيرة من المواطنين وهي تحتج على تصرفات الحكومة في كل من الأهواز، معشور وميناء الإمام الخميني.